# Silicon Saxony
Silicon Saxony ist ein eingetragener Verein mit Sitz in Dresden. Er versteht sich als Netzwerk bzw. Branchenverband der sächsischen Mikroelektronik-, Halbleiter-, Photovoltaik- und Softwarebranche, die insbesondere im Raum Dresden/Freiberg/Chemnitz angesiedelt ist. Mit über 550 Organisationen als Mitglied und  über 20.000 Beschäftigten im Freistaat Sachsen bezeichnet sich der Verein selbst als das größte Hightechnetzwerk Sachsens und eines der größten Mikroelektronik- und IT-Cluster Deutschlands sowie Europas. Mitglieder des Vereins sind nicht nur Unternehmen, sondern auch Forschungsinstitute, Universitäten und Hochschulen.

## Geschichte
Mit dem Ziel, die Wirtschaftsregion Sachsen als Standort für Mikroelektronik national und international zu stärken, versteht sich der Verein als Kommunikations- und Kooperationsplattform für seine Mitglieder. Nach außen trägt der Verein maßgeblich zu einem aktiven Standortmarketing sowie zur Vernetzung der europäischen Mikroelektronik-Standorte bei.
Der Grundstein für das heutige Silicon Saxony geht auf die Forschung und Entwicklung zu hochintegrierten Schaltkreisen zu DDR-Zeiten zurück. Bereits 1969 gab es eine Arbeitsstelle für Molekularelektronik Dresden (AMD), aus der als Großinvestition das Zentrum für Forschung und Technologie Mikroelektronik (ZFTM) und schließlich das Forschungszentrum Mikroelektronik Dresden (ZMD) hervorging. Die DDR versuchte damit unter Einsatz erheblicher Mittel, den Rückstand in der Schaltkreistechnologie gegenüber westlichen Staaten aufzuholen. Ergebnis war unter anderem ein 1-MBit-Speicherchip 1988, der jedoch nicht marktfähig wurde. Die neue Fab in Dresden-Klotzsche sowie das dort zusammengezogene Fachwissen und Kompetenz in Form eigener und importierter Ausrüstung sowie hochqualifizierten Personals in Forschung und Entwicklung führten zu einem guten Ausgangspunkt zur Ausbildung des Clusters.
Der Begriff Silicon Saxony hatte sich bereits vor der Vereinsgründung im Jahre 2000 in Anlehnung an das kalifornische Silicon Valley, den bekanntesten Halbleiter- und Computerstandort der Welt, in den Boulevardmedien und im Volksmund weithin etabliert. Mit dem Begriff kann sowohl der Branchenverband als auch die Region in Sachsen selbst gemeint sein.
Im Jahr 2008 wurde das Projekt Cool Silicon – Energy Efficiency Innovations from Silicon Saxony vom Bundesministerium für Bildung und Forschung (BMBF) als eines von fünf deutschen Spitzenclustern ausgewählt. Das Finanzvolumen des Cool Silicon Clusters umfasst ca. 140 Millionen Euro für den Zeitraum von 2009 bis 2013. Koordinator des Vorhabens ist Thomas Mikolajick.

## Wichtige Mitglieder
- Unternehmen (Auswahl)
  - Advanced Mask Technology Center (AMTC)
  - Applied Materials – Dresden
  - ASML (ASML Germany GmbH) – Dresden[8]
  - EDC Electronic Design Chemnitz GmbH – Chemnitz
  - Globalfoundries – Dresden (vormals: AMD Saxony)[6]
  - Infineon – Werk Dresden[6]
  - NXP Semiconductors Germany (vormals: Philips Semiconductors Dresden AG)
  - Renesas Electronics Germany GmbH (vormals: Zentrum Mikroelektronik Dresden (ZMD))
  - Robert Bosch Semiconductor Manufacturing Dresden GmbH – Werk Dresden[6]
  - Siltronic – Werk Freiberg
  - X-FAB Semiconductor Foundries GmbH – Werk Dresden
- Politik
  - Landeshauptstadt Dresden
- Forschung
  - Technische Universität Dresden, bzw. einzelne An-Institute
  - Technische Universität Bergakademie Freiberg, bzw. einzelne Institute
  - Hochschule für Technik und Wirtschaft Dresden
  - Fraunhofer-Institut für Integrierte Schaltungen, Institutsteil Entwicklung Adaptiver Systeme (IIS/EAS), Dresden
  - Fraunhofer-Institut für Elektronenstrahl- und Plasmatechnik (FEP), Dresden
  - Fraunhofer-Institut für Elektronische Nanosysteme (ENAS), Chemnitz
  - Fraunhofer-Institut für Fertigungstechnik und Angewandte Materialforschung (IFAM), Bremen – Institutsteil Dresden
  - Fraunhofer-Institut für Keramische Technologien und Systeme (IKTS), Dresden
  - Fraunhofer-Institut für Photonische Mikrosysteme (IPMS), Dresden
  - Fraunhofer-Institut für Werkstoff- und Strahltechnik (IWS), Dresden
  - Fraunhofer-Institut für Zerstörungsfreie Prüfverfahren (IZFP), Saarbrücken – Institutsteil Dresden
  - Fraunhofer-Institut für Zuverlässigkeit und Mikrointegration (IZM), Berlin – Außenstelle Chemnitz
  - Helmholtz-Zentrum Dresden-Rossendorf (Mitglied der Helmholtz-Gemeinschaft)